# 苦恼人的笑
《苦恼人的笑》是1979年以反映文革为题材的电影。杨延晋，邓一民导演，乔奇、潘虹、秦怡等主演。

## 剧情简介
在文革末期，媒体上充斥着极左言论与大量虚假报道。刚从干校调回报社的傅彬（李志舆 饰）对此感到十分痛苦。虽然同事李记者（史久峰 饰）劝他凡事顺从，不必太认真，但作为记者的职业良知让傅彬难以心安。一次，他受命于报社宋书记（袁岳 饰），与李记者一同前往医学院采访，亲眼目睹了令人震惊的荒谬场景，内心深受触动。无奈之下，他去向曾因坚持真话而几近崩溃的老恩师（乔奇 饰）请教。回到家后，他与妻子一起回忆起往昔初恋时期那种人与人之间纯洁、真挚的关系。傅彬下定决心去找宋书记，请求不要再逼他撰写虚假的报道。妻子担心他惹祸，劝他三思而行，但情绪失控的傅彬打了妻子一巴掌。最终，因坚持讲述真相，傅彬被捕入狱，但他始终坚信，国家终将走出这一黑暗时期。